# Marty Brem
Martim Brem (1959), mais conhecido por Marty Brem é um cantor, produtor executivo e atual empreendedor de origem austríaca. Brem foi o representante da Áustria no Festival Eurovisão da Canção 1980, como parte da banda Blue Danube e em 1981 como solista.